# Bolszoj Krasnojar (rejon omutiński)
Bolszoj Krasnojar (ros. Большой Краснояр) – wieś (sieło) w Rosji, w obwodzie tiumeńskim, w rejonie omutińskim. W 2010 liczyła 789 mieszkańców.